# Långhällskogen
Långhällskogen är ett naturreservat i Gävle kommun i Gävleborgs län.
Området är naturskyddat sedan 2008 och är 82 hektar stort. Reservatet består av rikkärr, kalkfuktängar, sumpskogar och naturliga gläntor.